# Rio Balinți
O Rio Balinţi é um rio da Romênia afluente do rio Başeu, localizado no distrito de Botoşani.